# Дискографія Пола Маккартні
Нижче представлена дискографія Пола Маккартні й Wings.

## Соло

### Студійні альбоми
- McCartney / Маккартні, 17 квітня 1970.
- Ram / Баран, 28 травня 1971 (за участю Лінди Маккартні).
- Thrillington, 29 квітня 1977 (під псевдонімом Персі «Триллз» Триллінгтон — оркестрові аранжування пісень з альбому Ram).
- McCartney II / Маккартні ІІ, 16 травня 1980.
- Tug of War / Перетягання канату, 26 квітня 1982.
- Pipes of Peace / Труби миру, 31 жовтня 1983.
- Give My Regards to Broad Street / Передайте привіт Броуд стріт, 22 жовтня 1984 (саундтрек).
- Press to Play / Натисни, щоб грати, 1 вересня 1986.
- All The Best! / Усе найкраще, 2 листопада 1987 (збірник).
- Снова в СССР, 31 жовтня 1988 (СРСР) і 30 вересня 1991 (інші країни).
- Flowers in the Dirt / Квіти в бруді, 5 червня 1989.
- Off the Ground, 1 лютого 1993.
- Flaming Pie / Палаючий пиріг, 5 травня 1997.
- Run Devil Run, 4 жовтня 1999.
- Liverpool Sound Collage, 21 серпня 2000 (альбом реміксів).
- Wingspan: Hits and History, 7 травня 2001 (збірник Пола Маккартні і Wings).
- Driving Rain, 12 листопада 2001.
- Chaos and Creation in the Backyard, 12 вересня 2005.
- Memory Almost Full / Пам'ять майже заповнена, 4 червня 2007.
- Kisses on the Bottom, 7 лютого 2012.
- New, 15 жовтня 2013.
- Egypt Station, 7 вересня 2018
- McCartney III, 18 грудня 2020

### Альбоми класичної музики
- Paul McCartney’s Liverpool Oratorio, 11 жовтня 1991 (разом з Карлом Девісом).
- Paul McCartney's Standing Stone, 29 вересня 1997
- Paul McCartney's Working Classical, 1 листопада 1999
- Ecce Cor Meum, 25 вересня 2006.

### Концертні альбоми
- Tripping The Live Fantastic/ У фантастичній подорожі по житті, 5 листопада 1990
- Tripping The Live Fantastic — Highlights!, 12 листопада 1990
- Unplugged (The Official Bootleg) / Акустичний концерт (Офіційний бутлеґ), 20 травня 1991
- Paul Is Live / Пол живий, 15 листопада 1993 .
- Back in the U.S., 26 листопада 2002.
- Back in the World, 17 березня 2003.

## Пол Маккартні й Wings
- Wild Life / Життя природи, 7 грудня 1971.
- Red Rose Speedway / Автострада червоної троянди, 4 травня 1973.
- Band on the Run / Банда у втечі, 7 грудня 1973.
- Venus and Mars / Венера й Марс, 30 травня 1975.
- Wings at the Speed of Sound / «Крила» зі швидкістю звуку, 26 березня 1976.
- Wings over America / «Крила» над Америкою, 10 грудня 1976 (потрійний концертний альбом Wings).
- London Town / Місто Лондон, 31 березня 1978.
- Wings Greatest / Найкраще, 1 грудня 1978 (збірник найкращіх композицій Wings).
- Back To The Egg / Назад у яйце, 8 червня 1979.